# Maria Schwarz (Juristin)
Maria Schwarz (geboren 12. Mai 1906; gestorben 1992) war eine deutsche Juristin. Sie war von 1957 bis 1974 Richterin am Bundessozialgericht in Kassel, ab 1970 Vorsitzende Richterin dort.

## Beruflicher Werdegang
Unmittelbar nach der Gründung des Bundessozialgerichts wurde Maria Schwarz dort am 30. Juli 1957 zur Richterin berufen und war damals die einzige Frau in diesem Amt. Am 22. Dezember 1970 wurde sie zur Vorsitzenden Richterin befördert. Dieses Amt übte sie bis zum 31. Mai 1974 aus.

## Ämter und Mitgliedschaften
- 1960–1962: Zweite Vorsitzende des Deutschen Juristinnenbundes[2]

## Auszeichnungen
- 1. Oktober 1974: Großes Verdienstkreuz